# Micheline Lannoy
Micheline Lannoy (* 31. Januar 1925 in Brüssel; † 18. März 2023) war eine  belgische Eiskunstläuferin, die im Paarlauf startete. 
Ihr Eiskunstlaufpartner war Pierre Baugniet. Mit ihm dominierte sie die ersten beiden Wettkampfjahre nach dem Zweiten Weltkrieg. Sie gewannen sämtliche bedeutende Wettbewerbe, an denen sie teilnahmen. 1947 erliefen sie in Davos den Europameisterschaftstitel und 1947 in Stockholm und 1948 in Davos wurden sie Weltmeister. Bei den Olympischen Winterspielen 1948 in St. Moritz gewannen Lannoy und Baugniet die Goldmedaille. Diese war bis Peking 2022 die erste und einzige olympische Goldmedaille bei Winterspielen für Belgien. Neben Robert Van Zeebroeck, der 1928 ebenfalls in St. Moritz eine Bronzemedaille gewann, sind Lannoy und Baugniet die einzigen belgischen Eiskunstläufer, die eine olympische Medaille erringen konnten. 

## Ergebnisse

### Paarlauf
(mit Pierre Baugniet)
| Wettbewerb / Jahr       | 1947 | 1948 |
| ----------------------- | ---- | ---- |
| Olympische Winterspiele |      | 1.   |
| Weltmeisterschaften     | 1.   | 1.   |
| Europameisterschaften   | 1.   |      |